# Roswitha-Preis

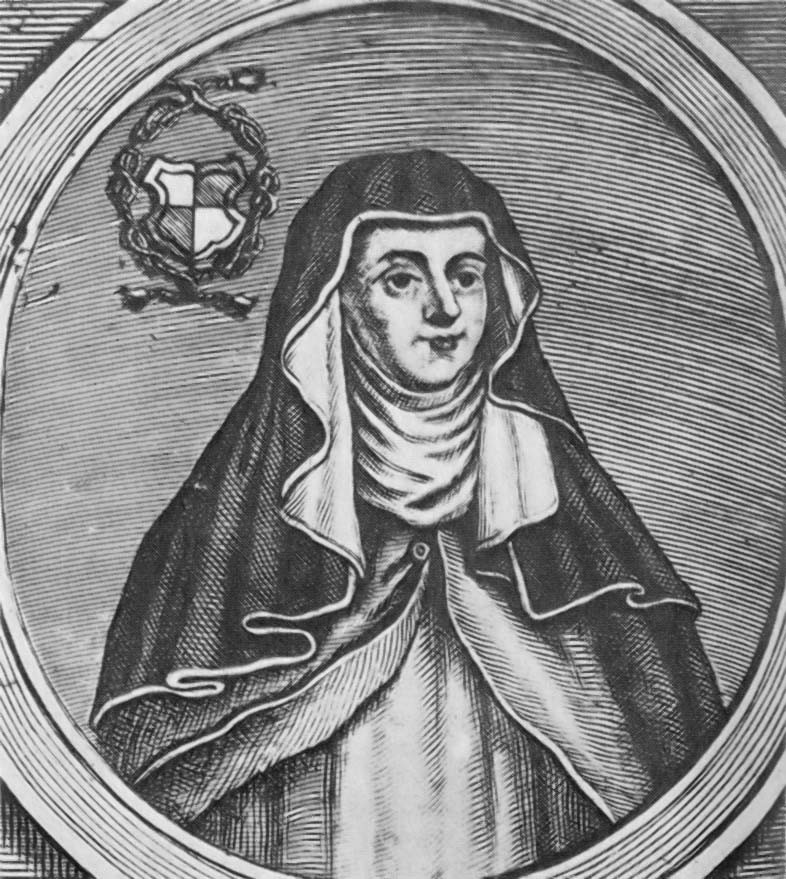
Namensgeberin Roswitha

Der Roswitha-Preis ist ein deutscher Literaturpreis, der ausschließlich an Frauen vergeben wird. Gewürdigt wird damit eine herausragende literarische Einzelleistung einer in Europa lebenden und tätigen Schriftstellerin. Das Werk kann allen Bereichen literarischen Schaffens angehören.
Der Roswitha-Preis wurde von 1973 bis 1996 jährlich als Roswitha-Gedenkmedaille vergeben von der Stadt Bad Gandersheim. 1998 wurde er zur heutigen Bezeichnung umbenannt und ist seither mit 5.500 Euro dotiert. Die Auszeichnung ist nach der ersten deutschen Dichterin Roswitha von Gandersheim benannt.

## Geschichte
Bad Gandersheim stiftete 1973 den Literaturpreis zunächst als Gedenk-Medaille. Diese wurde stets am letzten Freitag der Frankfurter Buchmesse im Frankfurter Römer an eine lebende Schriftstellerin vergeben. Voraussetzung war deren Deutschsprachigkeit und die Bindung an ein Lebenswerk. Diese Praxis galt bis ins Jahr 1996.
1998 wurde die Medaille in Roswitha-Preis umbenannt und ab sofort in Bad Gandersheim, der Wirkungsstätte der Namensgeberin verliehen. Als Vergabekriterium können nun auch einzelne wissenschaftliche Werke herangezogen werden, wobei der Forschungsgegenstand aus jenen Wissenschaftsbereichen kommen muss, mit denen sich Roswitha von Gandersheim auseinandergesetzt hat. In der Satzung heißt es: „... im Mittelpunkt dieses Werkes sollen Themen stehen, die aus dem Blickwinkel von Literatur oder Philosophie eine Zeitepoche oder Gesellschaft betrachten.“ Dabei können auch Themen aus den Bereichen Philosophie, Musiktheorie und Mathematik dabei sein. Der Kreis der Preisträgerinnen wurde auf die europäische Ebene erweitert.

## Jury
Die Jury kann aus bis zu neun Mitgliedern bestehen, wobei Politiker und Verwaltungsmitarbeiter ausgeschlossen sind. Die Vorjahressiegerin ist automatisch Jurymitglied im darauffolgenden Jahr. Niemand kann den Preis zweimal gewinnen. Die Stadt Gandersheim kann bis zu 8 ehrenamtliche und unabhängige Personen benennen, die sich einmal jährlich zur Beratung treffen.

## Preisträgerinnen
- 1973 Marie Luise Kaschnitz
- 1974 Hilde Domin
- 1975 Ilse Aichinger
- 1976 Elisabeth Borchers
- 1977 Dagmar Nick
- 1978 Elfriede Jelinek
- 1979 Luise Rinser
- 1980 Rose Ausländer
- 1981 Hilde Spiel
- 1982 Friederike Mayröcker
- 1983 Sarah Kirsch
- 1984 Greta Schoon
- 1985 Irmtraud Morgner
- 1986 Ulla Hahn
- 1987 Irina Korschunow
- 1988 Gerlind Reinshagen
- 1989 Helga M. Novak
- 1990 Herta Müller
- 1991 keine Verleihung
- 1992 Helga Königsdorf
- 1993 Christa Reinig
- 1994 Monika Maron
- 1995 Libuše Moníková
- 1996 Gisela von Wysocki
- 1997 keine Verleihung
- 1998 Carola Stern
- 1999 Birgit Vanderbeke
- 2000 Silvia Bovenschen
- 2001 Erika Fuchs
- 2002 Katja Lange-Müller
- 2003 Antje Rávic Strubel
- 2004 Angelika Klüssendorf
- 2005 Julia Franck
- 2006 Ruth Klüger
- 2007 Felicitas Hoppe
- 2008 Cornelia Funke
- 2009 keine Verleihung
- 2010 Anna Katharina Hahn
- 2011 Olga Martynova
- 2012 Elke Erb
- 2013 Ulrike Draesner
- 2014 Gertrud Leutenegger
- 2015 Gabriele Goettle
- 2016 Nora Bossong
- 2017 Petra Morsbach
- 2018 Terézia Mora
- 2019 Monika Rinck
- 2020 Ulrike Almut Sandig
- 2021 Emine Sevgi Özdamar
- 2022 Annegret Held
- 2023 Ulrike Edschmid
- 2024 Lucy Fricke